# Loi d'Abegg
En chimie, la loi d'Abegg indique que la différence entre le maximum positif de valence et le maximum négatif d'un élément est fréquemment huit. En général, pour un élément donné (comme le soufre), la loi d'Abegg indique que la somme de la valeur absolue de sa valence négative maximale (-2 pour le soufre dans H2S) et de sa valence positive de valeur maximale (+6 pour le soufre dans H2SO4) est parfois égal à 8. Cette loi fut formulée en 1904 par le chimiste allemand Richard Abegg. Elle fut utilisée comme base pour l'argumentation développée par Gilbert Lewis dans son article de 1916 The Atom and the Molecule, qui inspira Linus Pauling lorsqu'il écrivit son livre The Nature of the Chemical Bond en 1938. Gilbert Lewis utilisa cette règle pour développer son modèle de l'atome cubique, qui fut plus tard développé en règle de l'octet. La loi d'Abegg est parfois appelée loi d'Abegg pour la valence et contre-valence.